# Hypochaeris cretensis
Hypochaeris cretensis ist eine Pflanzenart aus der Gattung Hypochaeris in der Familie der Korbblütler (Asteraceae).

## Merkmale
Hypochaeris cretensis ist ein ausdauernder Schaft-Hemikryptophyt, der Wuchshöhen von 10 bis 40, selten bis 85 Zentimeter erreicht. Am Stängel befindet sich mindestens ein großes lineales Laubblatt. Meistens sind die Blätter fiederlappig oder -schnittig. Die Hülle ist wenig borstig und meist sternhaarig. 
Die randständigen Früchte sind 5,5 bis 6 Millimeter groß. Der Haarkranz der inneren, 7,5 bis 10 Millimeter langen Früchte ist haarig und 5 bis 6 Millimeter lang. Der Pappus der äußeren Früchte ist teils identisch mit dem der inneren Früchte, teils besteht er aus Schuppen, die gefranst und ungefähr 0,15 Millimeter lang sind.
Die Blütezeit reicht von April bis Juli.
Die Chromosomenzahl beträgt 2n = 6.

## Vorkommen
Hypochaeris cretensis kommt im nordöstlichen Mittelmeerraum vor. Sie kommt vor in Italien, Sizilien, Korsika, Sardinien, Malta, Montenegro, Albanien, Mazedonien, Bulgarien, Griechenland und Kreta. Die Art wächst auf steinigen und trockenen Hängen sowie auf Bergwiesen. Auf Kreta ist sie in Höhenlagen von 10 bis 1100 Metern anzutreffen.

## Belege
1. 1 2 3 4  Ralf Jahn, Peter Schönfelder: Exkursionsflora für Kreta. Mit Beiträgen von Alfred Mayer und Martin Scheuerer. Eugen Ulmer, Stuttgart (Hohenheim) 1995, ISBN 3-8001-3478-0, S. 334.
2. ↑   Tropicos.
3. ↑  Werner Greuter (2006+): Compositae (pro parte majore). – In: W. Greuter & E. von Raab-Straube (Hrsg.): Compositae. Euro+Med Plantbase - the information resource for Euro-Mediterranean plant diversity. Datenblatt Hypochaeris cretensis In: Euro+Med Plantbase - the information resource for Euro-Mediterranean plant diversity.